# Wereldkampioenschap zoetwaterhengelen
Het Wereldkampioenschap zoetwaterhengelen is een jaarlijks wederkerende wedstrijd zowel individueel als voor landenteams in het hengelen op zoet water.

## Palmares

### Landenteams
| Jaar | Locatie                                   | Water                                     | Goud                                      | Zilver                                    | Brons                                     |
| ---- | ----------------------------------------- | ----------------------------------------- | ----------------------------------------- | ----------------------------------------- | ----------------------------------------- |
| 1954 | Düsseldorf (BRD)                          | Ruhrmeer                                  | Engeland                                  | België                                    | Italië                                    |
| 1955 | Reading (Verenigd Koninkrijk)             | Theems                                    | Luxemburg                                 | België                                    | Frankrijk                                 |
| 1956 | Parijs (Frankrijk)                        | Seine                                     | Frankrijk                                 | België                                    | Luxemburg                                 |
| 1957 | Belgrado (Joegoslavië)                    |                                           | Italië                                    | Luxemburg                                 | Frankrijk                                 |
| 1958 | Hoei (België)                             | Maas                                      | België                                    | Frankrijk                                 | Luxemburg                                 |
| 1959 | Neuchâtel (Zwitserland)                   | Zihlkanal                                 | Frankrijk                                 | Italië                                    | Zwitserland                               |
| 1960 | Gdańsk (Polen)                            | Motława                                   | België                                    | Frankrijk                                 | DDR                                       |
| 1961 | Leipzig (DDR)                             | Elster-Saalekanaal                        | DDR                                       | België                                    | Engeland                                  |
| 1962 | Peschiera (Italië)                        | Mincio                                    | Italië                                    | Frankrijk                                 | België                                    |
| 1963 | Wormeldange (Luxemburg)                   | Moezel                                    | Frankrijk                                 | Italië                                    | Engeland                                  |
| 1964 | Isola Pescaroli (Italië)                  | Po                                        | Frankrijk                                 | Italië                                    | Oostenrijk                                |
| 1965 | Galați (Roemenië)                         | Donau                                     | Roemenië                                  | Frankrijk                                 | Polen                                     |
| 1966 | Marthan Ferry (Verenigd Koninkrijk)       | Thurne                                    | Frankrijk                                 | België                                    | Italië                                    |
| 1967 | Dunaújváros (Hongarije)                   | Donau                                     | België                                    | Frankrijk                                 | Engeland                                  |
| 1968 | Fermoy (Ierland)                          | Blackwater                                | Frankrijk                                 | BRD                                       | Roemenië                                  |
| 1969 | Bad Oldesloe (BRD)                        | Travekanaal                               | Nederland                                 | België                                    | Frankrijk                                 |
| 1970 | Berg (Nederland)                          | Julianakanaal                             | België                                    | Nederland                                 | Frankrijk                                 |
| 1971 | Pozzolo (San Marino)                      | Mincio                                    | Italië                                    | België                                    | Frankrijk                                 |
| 1972 | Praag (Tsjechoslowakije)                  |                                           | Frankrijk                                 | Engeland                                  | Italië                                    |
| 1973 | Chalon-sur-Saône (Frankrijk)              | Lac de la Zup                             | België                                    | Frankrijk                                 | Engeland                                  |
| 1974 | Gent (België)                             | Watersportbaan                            | Frankrijk                                 | Italië                                    | Nederland                                 |
| 1975 | Bydgoszcz (Polen)                         | Bydgokskikanaal                           | Frankrijk                                 | Engeland                                  | België                                    |
| 1976 | Varna (Bulgarije)                         | George Traikovmeer                        | Italië                                    | Bulgarije                                 | Oostenrijk                                |
| 1977 | Ehnen (Luxemburg)                         | Moezel                                    | Luxemburg                                 | België                                    | Frankrijk                                 |
| 1978 | Wenen (Oostenrijk)                        | Nieuwe Donaukanaal                        | Frankrijk                                 | Italië                                    | Tsjechoslowakije                          |
| 1979 | Zaragoza (Spanje)                         | Los Monegroskanaal                        | Frankrijk                                 | Nederland                                 | Portugal                                  |
| 1980 | Mannheim (BRD)                            | Neckar                                    | BRD                                       | Engeland                                  | België                                    |
| 1981 | Luddington (Verenigd Koninkrijk)          | Upper Avon                                | Frankrijk                                 | Engeland                                  | Wales                                     |
| 1982 | Newry (Ierland)                           | Newrykanaal                               | Nederland                                 | Frankrijk                                 | Engeland                                  |
| 1983 | Amersfoort (Nederland)                    | Rijnkanaal                                | België                                    | Engeland                                  | Nederland                                 |
| 1984 | Yverdon / Salavaux (Zwitserland)          | Zihl                                      | Luxemburg                                 | Engeland                                  | België                                    |
| 1985 | Firenze (Italië)                          | Arno                                      | England                                   | Italië                                    | België                                    |
| 1986 | Straatsburg (Frankrijk)                   | Rijn                                      | Italië                                    | BRD                                       | Oostenrijk                                |
| 1987 | Coimbra (Portugal)                        | Mondego                                   | Engeland                                  | Italië                                    | Oostenrijk                                |
| 1988 | Damme (België)                            | Damse Vaart                               | England                                   | Italië                                    | Frankrijk                                 |
| 1989 | Plovdiv (Bulgarije)                       | Roeibaan                                  | Wales                                     | Italië                                    | Engeland                                  |
| 1990 | Maribor (Joegoslavië)                     | Drau                                      | Frankrijk                                 | Engeland                                  | Italië                                    |
| 1991 | Szeged (Hongarije)                        | Roeibaan                                  | Engeland                                  | Frankrijk                                 | Italië                                    |
| 1992 | Enniskillen (Ierland)                     | Ernemeer                                  | Italië                                    | Frankrijk                                 | Kanaaleilanden                            |
| 1993 | Coruche (Portugal)                        | Sorraia                                   | Italië                                    | Frankrijk                                 | Oostenrijk                                |
| 1994 | Nottingham (Verenigd Koninkrijk)          | Holme Pierrepont Watersport Center        | Engeland                                  | Frankrijk                                 | Italië                                    |
| 1995 | Lappeenranta (Finland)                    | Saimaakanaal                              | Frankrijk                                 | België                                    | Italië                                    |
| 1996 | Peschiera del Garda (Italië)              | Mincio                                    | Italië                                    | Engeland                                  | Oostenrijk                                |
| 1997 | Velence (Hongarije)                       | Velencemeer                               | Italië                                    | Engeland                                  | Frankrijk                                 |
| 1998 | Zagreb (Kroatië)                          | Jarun                                     | Engeland                                  | Frankrijk                                 | Italië                                    |
| 1999 | Toledo (Spanje)                           | Castrejonkanaal                           | Spanje                                    | Italië                                    | Engeland                                  |
| 2000 | Firenze (Italië)                          | Arno                                      | Italië                                    | Engeland                                  | Hongarije                                 |
| 2001 | Parijs (Frankrijk)                        | Seine                                     | Engeland                                  | Frankrijk                                 | Italië                                    |
| 2002 | Coimbra (Portugal)                        | Mondego                                   | Spanje                                    | Portugal                                  | België                                    |
| 2003 | Madunice (Slowakije)                      | Vah                                       | Hongarije                                 | Polen                                     | Frankrijk                                 |
| 2004 | Willebroek (België)                       | Hazewinkel                                | Frankrijk                                 | Engeland                                  | Hongarije                                 |
| 2005 | Lappeenranta (Finland)                    | Saimaakanaal                              | Engeland                                  | België                                    | Hongarije                                 |
| 2006 | Montemor (Portugal)                       | Mondego                                   | Engeland                                  | Italië                                    | Hongarije                                 |
| 2007 | Velence (Hongarije)                       | Velecemeer                                | Italië                                    | België                                    | Hongarije                                 |
| 2008 | Spinadesco (Italië)                       | Navigabilekanaal                          | Engeland                                  | San Marino                                | Italië                                    |
| 2009 | Almere (Nederland)                        | Lage Vaart                                | Slowakije                                 | Frankrijk                                 | België                                    |
| 2010 | Mérida (Spanje)                           | Guadiana                                  | England                                   | Italië                                    | Nederland                                 |
| 2011 | Ostellato (Italië)                        | Circondarialekanaal                       | Italië                                    | Hongarije                                 | België                                    |
| 2012 | Uherské Hradiště (Tsjechië)               | Morava                                    | Polen                                     | Tsjechië                                  | Frankrijk                                 |
| 2013 | Warschau (Polen)                          | Zeranskikanaal                            | England                                   | Frankrijk                                 | Polen                                     |
| 2014 | Prelog (Kroatië)                          |                                           | Nederland                                 | Tsjechië                                  | Servië                                    |
| 2015 | Radeče (Slovenië)                         | Sava                                      | Italië                                    | Hongarije                                 | England                                   |
| 2016 | Plovdiv (Bulgarije)                       | Roeibaan                                  | Hongarije                                 | Tsjechië                                  | England                                   |
| 2017 | Ronquières (België)                       | Kanaal Charleroi-Brussel                  | België                                    | England                                   | Frankrijk                                 |
| 2018 | Montemor-o-Velho (Portugal)               | Roeibaan                                  | Hongarije                                 | Tsjechië                                  | England                                   |
| 2019 | Novi Sad (Servië)                         | Novi Sadkanaal                            | Frankrijk                                 | Italië                                    | Hongarije                                 |
| 2020 | Afgelast omwille van de Covid-19-pandemie | Afgelast omwille van de Covid-19-pandemie | Afgelast omwille van de Covid-19-pandemie | Afgelast omwille van de Covid-19-pandemie | Afgelast omwille van de Covid-19-pandemie |

### Individuele rankschikking
| Jaar | Locatie                                   | Goud                                      | Zilver                                    | Brons                                     |                                           |
| ---- | ----------------------------------------- | ----------------------------------------- | ----------------------------------------- | ----------------------------------------- | ----------------------------------------- |
| 1954 | Düsseldorf (BRD)                          | G. Vigarani                               | F Fugazza                                 | H. Andef                                  |                                           |
| 1955 | Reading (Verenigd Koninkrijk)             | M. Mailly                                 | Dufeys                                    | Ducret                                    |                                           |
| 1956 | Parijs (Frankrijk)                        | F. Cerfontaine                            | G. Dubuc                                  | Robert Tesse                              |                                           |
| 1957 | Belgrado (Joegoslavië)                    | G. Madelli                                | G. De Angelis                             | F. Fugazza                                |                                           |
| 1958 | Hoei (België)                             | J. Garroit                                | F. Cerfontaine                            | A. Negrignat                              |                                           |
| 1959 | Neuchâtel (Zwitserland)                   | Robert Tesse                              | G. De Angelis                             | Simon Knapen                              |                                           |
| 1960 | Gdańsk (Polen)                            | Robert Tesse                              | F. Cerfontaine                            | F. Swennen                                |                                           |
| 1961 | Leipzig (DDR)                             | Ramon Legouge                             | H. Schmidt                                | Robert Tesse                              |                                           |
| 1962 | Peschiera (Italië)                        | Raimondo Tedesco                          | Joseph Fontanet                           | M. Vanelli                                |                                           |
| 1963 | Wormeldange (Luxemburg)                   | William Lane                              | Robert Tesse                              | M. Vanelli                                |                                           |
| 1964 | Isola Pescaroli (Italië)                  | Joseph Fontanet                           | P. Despres                                | Robert Tesse                              |                                           |
| 1965 | Galați (Roemenië)                         | Robert Tesse                              | L. Ceppi                                  | C. Burch                                  |                                           |
| 1966 | Marthan Ferry (Verenigd Koninkrijk)       | Henri Guiheneuf                           | P. Baudot                                 | C. Roelandt                               |                                           |
| 1967 | Dunaújváros (Hongarije)                   | Jacques Isenbaert                         | Karl Handt                                | G. Detry                                  |                                           |
| 1968 | Fermoy (Ierland)                          | G. Grebenstein                            | I. Pana                                   | V. Sherwood                               |                                           |
| 1969 | Bad Oldesloe (BRD)                        | Robin Harris                              | J. Leyrer                                 | J. Vermeulen                              |                                           |
| 1970 | Berg (Nederland)                          | Marcel Van Den Eynde                      | Pierre Michiels                           | P.Pacquet                                 |                                           |
| 1971 | Pozzolo (San Marino)                      | Dino Bassi                                | A. Alfieri                                | E. Zimmer                                 |                                           |
| 1972 | Praag (Tsjechoslowakije)                  | Huub Levels                               | A. Thommas                                | J. Tesse                                  |                                           |
| 1973 | Chalon-sur-Saône (Frankrijk)              | Pierre Michiels                           | Marcel Van Den Eynde                      | G. Herbert                                |                                           |
| 1974 | Gent (België)                             | Aribert Richter                           | Mendes Gomez                              | Jean-Pierre Fougeat                       |                                           |
| 1975 | Bydgoszcz (Polen)                         | Ian Heaps                                 | J. Tesse                                  | G. De Biagi                               |                                           |
| 1976 | Varna (Bulgarije)                         | Dino Bassi                                | I. Marks                                  | F. Pasinetti                              |                                           |
| 1977 | Ehnen (Luxemburg)                         | J. Mainil                                 | Poth                                      | J. Quinet                                 |                                           |
| 1978 | Wenen (Oostenrijk)                        | Jean-Pierre Fougeat                       | R. Trabucco                               | N. Birnbaum                               |                                           |
| 1979 | Zaragoza (Spanje)                         | G. Heulard                                | T. Eikhout                                | H. Durozier                               |                                           |
| 1980 | Mannheim (BRD)                            | W.R. Kremkus                              | O. Wessel                                 | R. Trabucco                               |                                           |
| 1981 | Luddington (Verenigd Koninkrijk)          | Dave Thomas                               | V. Santos                                 | S. Lecocq                                 |                                           |
| 1982 | Newry (Ierland)                           | Kevin Ashurst                             | M. Thill                                  | F. Bartolas                               |                                           |
| 1983 | Amersfoort (Nederland)                    | W. Kremlus                                | J. Kohn                                   | P. Van Gool                               |                                           |
| 1984 | Yverdon / Salavaux (Zwitserland)          | Robert Smithers                           | R. Stephens                               | B.J. Brouwer                              |                                           |
| 1985 | Firenze (Italië)                          | Dave Roper                                | R. Trabucco                               | P. David                                  |                                           |
| 1986 | Straatsburg (Frankrijk)                   | Loet Wever                                | Clive Branson                             | R. Van Neer                               |                                           |
| 1987 | Coimbra (Portugal)                        | Clive Branson                             | Kevin Ashurst                             | Dennis White                              |                                           |
| 1988 | Damme (België)                            | J.P. Fougeat                              | Steve Gardner                             | Emilio Colombo                            |                                           |
| 1989 | Plovdiv (Bulgarije)                       | Tom Pickering                             | Francesco Casini                          | Richard Benton                            |                                           |
| 1990 | Maribor (Joegoslavië)                     | Bob Nudd                                  | Kevin Ashurst                             | Romain Koenig                             |                                           |
| 1991 | Szeged (Hongarije)                        | Bob Nudd                                  | Kevin Ashurst                             | Jan Van Schendel                          |                                           |
| 1992 | Enniskillen (Ierland)                     | David Wesson                              | Claudio Guicciardi                        | M. Thill                                  |                                           |
| 1993 | Coruche (Portugal)                        | Mario Barros                              | John Savelkoul                            | B. Boudineau                              |                                           |
| 1994 | Nottingham (Verenigd Koninkrijk)          | Bob Nudd                                  | Rene Stronck                              | J.J. Chaumet                              |                                           |
| 1995 | Lappeenranta (Finland)                    | Pierre Jean                               | J. Wilmart                                | Jean Desque                               |                                           |
| 1996 | Peschiera del Garda (Italië)              | Alan Scotthorne                           | Claudio Guicciardi                        | Milo Colombo                              |                                           |
| 1997 | Velence (Hongarije)                       | Alan Scotthorne                           | Luigi Sorti                               | Kim Milson                                |                                           |
| 1998 | Zagreb (Kroatië)                          | Alan Scotthorne                           | Philip Carroyer                           | Mario Barros                              |                                           |
| 1999 | Toledo (Spanje)                           | Bob Nudd                                  | Rodriguez Blasco                          | Rafael Xarez                              |                                           |
| 2000 | Firenze (Italië)                          | Jacopo Falsini                            | William Raison                            | Jean-Pierre Fougeat                       |                                           |
| 2001 | Parijs (Frankrijk)                        | Umberto Ballabeni                         | Pjotr Lorenc                              | Diego Da Silva                            |                                           |
| 2002 | Coimbra (Portugal)                        | Juan Blasco                               | Juan Duran                                | S. Conroy                                 |                                           |
| 2003 | Madunice (Slowakije)                      | Alan Scotthorne                           | Karoly Schater                            | Robert Bednarski                          |                                           |
| 2004 | Willebroek (België)                       | Tamásnak Walter                           | Ed Van Den Hoogen                         | Tibor Ambrus                              |                                           |
| 2005 | Lappeenranta (Finland)                    | Guido Nullens                             | Stephan Pottelet                          | William Raison                            |                                           |
| 2006 | Montemor (Portugal)                       | Tamásnak Walter                           | I. Biordi                                 | Sean Ashbi                                |                                           |
| 2007 | Velence (Hongarije)                       | Alan Scotthorne                           | Normin Grabovskis                         | Lee Edvards                               |                                           |
| 2008 | Spinadesco (Italië)                       | William Raison                            | Willy Wheeler                             | Steve Gardner                             |                                           |
| 2009 | Almere (Nederland)                        | Oleg Potapov                              | Wiliam Raison                             | Simon Jensen                              |                                           |
| 2010 | Mérida (Spanje)                           | Frank Meis                                | Hughes Cathal                             | Ruman Vitkov                              |                                           |
| 2011 | Ostellato (Italië)                        | Andre Fini                                | Peter Milkovics                           | Farussio Gabba                            |                                           |
| 2012 | Uherské Hradiště (Tsjechië)               | Sean Ashby                                | Sergey Fedorov                            | Stephane Pottelet                         |                                           |
| 2013 | Warschau (Polen)                          | Didier Delannoy                           | Steve Hemingray                           | Alan Scotthorne                           |                                           |
| 2014 | Prelog (Kroatië)                          | Goran Radovic                             | Stefan Altena                             | Arjan Klop                                |                                           |
| 2015 | Radeče (Slovenië)                         | Yuri Siptsov                              | Tamásnak Walter                           | Alan Scotthorne                           |                                           |
| 2016 | Plovdiv (Bulgarije)                       | Jernej Ambrozic                           | Tamásnak Walter                           | Alan Scotthorne                           |                                           |
| 2017 | Ronquières (België)                       | Luc Thijs                                 | Stephane Linder                           | Geoffrey Duquesne                         |                                           |
| 2018 | Montemor-o-Velho (Portugal)               | Johannes Böhm                             | Eric Di Venti                             | Ralf Herdlitschke                         |                                           |
| 2019 | Novi Sad (Servië)                         | Alan Perco                                | Alexandre Caudin                          | Maxime Dushesne                           |                                           |
| 2020 | Afgelast omwille van de Covid-19-pandemie | Afgelast omwille van de Covid-19-pandemie | Afgelast omwille van de Covid-19-pandemie | Afgelast omwille van de Covid-19-pandemie | Afgelast omwille van de Covid-19-pandemie |

## Recordkampioen

### Teams
|            | Team | Team   | Team  | Individeel | Individeel | Individeel | Totaal | Totaal | Totaal | totaal (medailles) |
| Land       | Goud | Zilver | Brons | Goud       | Zilver     | Brons      | Goud   | Zilver | Brons  | totaal (medailles) |
| ---------- | ---- | ------ | ----- | ---------- | ---------- | ---------- | ------ | ------ | ------ | ------------------ |
| Engeland   | 13   | 12     | 9     | 18         | 8          | 10         | 31     | 20     | 19     | 70                 |
| Frankrijk  | 15   | 15     | 11    | 12         | 7          | 15         | 27     | 22     | 26     | 75                 |
| Italië     | 13   | 12     | 10    | 8          | 11         | 8          | 21     | 23     | 18     | 62                 |
| België     | 7    | 11     | 8     | 8          | 8          | 9          | 15     | 19     | 17     | 51                 |
| Duitsland  | 2    | 2      | 1     | 4          | 3          | 2          | 6      | 5      | 3      | 14                 |
| Nederland  | 3    | 2      | 3     | 2          | 4          | 6          | 5      | 6      | 9      | 20                 |
| Hongarije  | 2    | 2      | 5     | 2          | 4          | 6          | 4      | 6      | 11     | 21                 |
| Luxemburg  | 3    | 1      | 2     | 1          | 4          | 2          | 4      | 5      | 4      | 13                 |
| Wales      | 1    | -      | 1     | 1          | 1          | 3          | 2      | 1      | 4      | 7                  |
| Spanje     | 2    | -      | -     | 1          | 3          | -          | 2      | 1      | 3      | 6                  |
| Rusland    | -    | -      | -     | 2          | 1          | -          | 2      | 1      | -      | 3                  |
| Polen      | 1    | 1      | 2     | -          | 1          | 1          | 1      | 2      | 3      | 6                  |
| Portugal   | -    | 1      | 1     | 1          | 1          | 2          | 1      | 2      | 3      | 6                  |
| Ierland    | -    | -      | -     | 1          | 2          | -          | 1      | 2      | -      | 3                  |
| Tsjechië   | -    | 3      | 1     | -          | 1          | -          | -      | 4      | 1      | 5                  |
| Oostenrijk | -    | -      | 6     | -          | 1          | -          | -      | 1      | 6      | 7                  |